# Viswanath-Konstante
Die Viswanath-Konstante (nach Divakar Viswanath) stellt die Basis des asymptotisch exponentiellen Wachstums der zufälligen Fibonacci-Folge dar. Sie ist der Spezialfall {\displaystyle \beta =1} der Embree-Trefethen-Konstante.

## Definition
Die zufällige Fibonacci-Folge startet mit {\displaystyle f_{1}=1,f_{2}=1} und lässt sich weiter wie folgt beschreiben:
{\displaystyle f_{n}={\begin{cases}f_{n-1}+f_{n-2},{\text{ mit Wahrscheinlichkeit }}1/2\\f_{n-1}-f_{n-2},{\text{ mit Wahrscheinlichkeit }}1/2\end{cases}}}

## Ergebnis
Furstenberg und Kesten konnten 1960 zeigen, dass sich die Wachstumsrate dieser Folge auf 1,1319882487943… beziffern lässt. Das heißt, es gilt fast sicher
{\displaystyle {\sqrt[{n}]{|f_{n}|}}\to 1{,}1319882487943\dots {\text{ für }}n\to \infty }.
Viswanath gab 1999 einen expliziten Ausdruck für diese Konstante an.